# SN 2007pi
SN 2007pi – supernowa typu Ia odkryta 30 października 2007 roku w galaktyce A224649+0045. W momencie odkrycia miała maksymalną jasność 22,20m.